# 京都市立堀川高等学校
京都市立堀川高等学校（きょうとしりつ ほりかわこうとうがっこう）は、京都府京都市中京区東堀川通錦小路上る四坊堀川町に所在する市立高等学校。

## 概要
京都市・乙訓通学圏（探究科は府内全域）に属する、京都市立高女および京都市立第一高女、堀川高女以来の歴史を汲む。長く音楽科が置かれたことで知られたが（京都市立音楽高等学校として分離独立、現在の京都市立京都堀川音楽高等学校）、探究科を設置、これにより学区制度、類・類型制度から外れ京都府内全域からの募集が可能となった。例年、探究科には府内全域の各公立中学校から数名、京都教育大学附属京都小中学校および京都教育大学附属桃山中学校から十数名 - 二十数名が進学する。なお、近隣地域の進学の便宜のため、現在も探究科定員160名とは別に市域在住者を募集対象とした普通科80名の定員が設けられており、独立したカリキュラムにより運営されている。四条烏丸に程近い京都市の都心に立地し交通至便である反面、敷地が狭小であり1学年の定員は200人強とやや小規模である。
1999年の校舎建て替えと同時に「探究科」が設立されると、探究科1期生が卒業した2002年、国公立大学への現役合格者数を前年の6人から106人に増やし「堀川の奇跡」として注目された。以降、日本各地の高校に「探究科」をモデルとした類似の学科が置かれるようになった。
廃校となった本能小学校跡に本能館（堀川高校本能学舎）が高齢者施設や地域の施設との複合施設内に設置され、体育館や教室がある。
「京都市立錦高等学校」として、アニメーション映画「HELLO WORLD」の主人公である堅書直実および一行瑠璃の通う学校のモデルとなっている。
2027年度からは普通科の募集を停止し、探究科のみでの募集となる予定。

## 教育
ゼミナール形式の授業、所謂探究型授業を全国に先駆け導入したことで知られる。また、国内外の著名な研究者を積極的に招聘しており、2003年にはアラン・ケイが来校した。

## 沿革
- 1908年 - 京都市立高等女学校設立[11]。
- 1922年 - 京都市立第一高等女学校に改称[11]。
- 1928年 - 京都市立堀川高等女学校に改称[11]。
- 1948年4月 - 学制改革により堀川高等女学校から堀川高等学校に改称。普通科・商業科・家庭科・音楽科を設置。
- 1953年3月 - 家庭科廃止。
- 1963年3月 - 商業科廃止。
- 1997年4月 - 音楽科が京都市立音楽高等学校（現 京都市立京都堀川音楽高等学校）として独立。
- 1999年4月 - 人間探究科・自然探究科設置。新校舎竣工。
- 2001年3月 - 定時制廃止。
- 2005年 - 本能館竣工。
- 2029年3月 - 普通科廃止。

## 学科
1年生
- 全日制普通科（2学級）
- 探究学科群（4学級）

2,3年生
- 普通科人文探究コース
- 普通科理数探究コース
- 人間探究科
- 自然探究科

## 部活動
- 英語部
- 演劇部
- 茶道部
- 食物部
- 吹奏楽部
- 電算機研究部
- 美術部
- 軽音楽部
- 邦楽部
- 文芸部
- 自然科学部
- ディベート部
- 新聞部
- 放送局部
- サラム同好会
- ユネスコ・クラブWITH同好会
- コーラス同好会
- 剣道部
- サッカー部
- 山岳部
- ソフトボール部
- テニス部
- バスケットボール部
- バドミントン部
- バレーボール部
- 硬式野球部
- 陸上競技部
- ボート部

## 進路状況
| 国公立大学       |      | 私立大学         |       |
| ---------------- | ---- | ---------------- | ----- |
| 東京大学         | 6名  | 早稲田大学       | 4名   |
| 京都大学         | 44名 | 慶應義塾大学     | 4名   |
| 一橋大学         | 2名  | 東京理科大学     | 8名   |
| 北海道大学       | 4名  | 明治大学         | 4名   |
| 東北大学         | 2名  | 中央大学         | 2名   |
| 名古屋大学       | 2名  | 立教大学         | 3名   |
| 大阪大学         | 21名 | 法政大学         | 3名   |
| 神戸大学         | 18名 | 同志社大学       | 101名 |
| 広島大学         | 5名  | 関西学院大学     | 9名   |
| 京都工芸繊維大学 | 21名 | 立命館大学       | 169名 |
| 京都教育大学     | 21名 | 関西大学         | 46名  |
| 京都府立医科大学 | 6名  | 近畿大学         | 34名  |
| 京都府立大学     | 5名  | 龍谷大学         | 35名  |
| 大阪公立大学     | 20名 | 大阪医科薬科大学 | 6名   |

## 交通アクセス
- （阪急）大宮駅・四条大宮駅・四条駅・二条城前駅
- 京都市営バス「堀川蛸薬師」(9・12・50・67系統下車すぐ）、「四条堀川」（3・8・9・11・12・13・特13・臨13・26・28・29・32・46・50・55・67・91・急行101・201・203・207系統下車、北へ徒歩約2分）

## 著名な関係者
出身者
- 大野克夫 - 作曲家
- 葉加瀬太郎 - ヴァイオリニスト
- 藤田まこと - 俳優（中退）
- 堀田力 - 弁護士
- 佐藤禎一 - 東京国立博物館長、初代ユネスコ政府代表部大使
- 徐勝 - 教授
- 吉田金太郎 - よど号ハイジャック事件犯人
- 横田早紀江 - 北朝鮮による日本人拉致問題被害者家族
- 壤晴彦 - 俳優
- 兼田敏 - 作曲家
- 佐渡裕 - 指揮者
- 宇宿允人 - 指揮者
- 店村眞積 - ヴィオラ奏者
- 浅井敬壹 - 合唱指揮者 （社）全日本合唱連盟理事長
- 竹村幸雄 - 元政治家
- 山添拓 - 弁護士、政治家
- 萬谷勝治 - 元ラグビー
- 桂塩鯛 - 落語家
- 田村喜子 - 作家
- 福本武久 - 作家
- 南出喜久治 - 弁護士
- 門川大作 - 京都市長
- 信田智人 - 教授
- 市田ひろみ - 評論家、タレント
- ドクター長谷川 - タレント
- 森下ゆうじ-放送作家、タレント
- 石原正也 - 演出家、ディレクター
- 樋口茂子 - 作家
- 加藤淑子 - 調理師
- 海原幸夫 - 録音技師
- 立川吉笑 - 落語家
- ネイビーズアフロ - お笑い芸人
- 山西利和 - 陸上
- 小川一 - 元毎日新聞取締役、論説委員[要出典]
- 山口雄也 - 作家
- 野田一江 - チアリーディング
- 滝下信夫 - 株式会社NBG 代表取締役会長

教職員
- 人見絹枝 - 元体操教諭